# Синекдоха
Сине́кдоха (др.-греч. συνεκδοχή букв. «сопонимание» от συν «вместе» + εκδοχή «вариант, версия») — троп, разновидность метонимии, стилистический приём, при котором название общего переносится на частное («Вся школа высыпала на улицу»; «Россия победила Египет 3:1»), реже — наоборот, с частного на общее. Например, на использовании синекдохи строится выразительность речи в отрывке из поэмы А. Т. Твардовского «Василий Тёркин»:

На восток, сквозь дым и копоть,

Из одной тюрьмы глухой

По домам идёт Европа.

Пух перин над ней пургой.

И на русского солдата

Брат-француз, британец-брат,

Брат-поляк и все подряд

С дружбой будто виноватой,

Но сердечною глядят…

Здесь обобщённое наименование «Европа» употребляется вместо названия народов, населяющих европейские страны; единственное число существительных «солдат», «брат-француз» и других заменяет их множественное число. Синекдоха усиливает экспрессию речи и придаёт ей глубокий обобщающий смысл.
Обычно в синекдохе употребляется:
1. Единственное число вместо множественного: «Всё спит — и человек, и зверь, и птица». (Гоголь); «На другой день видит Иоанн идущего к нему Иисуса и говорит: вот Агнец Божий, Который берёт на Себя грех мира». (Ин. 1:29);
2. Множественное число вместо единственного: «Мы все глядим в Наполеоны». (Пушкин);
3. Часть вместо целого: «Имеете ли вы в чём-нибудь нужду? — В крыше для моего семейства». (Герцен);
4. Целое вместо части: «Разнонаправленно открылась Япония» (биржевые новости; вместо торги на Токийской бирже); «Германия избежала поражения в матче с Австралией» (спорт; вместо сборная Германии по футболу);
5. Родовое название вместо видового: «Ну что ж, садись, светило» (Маяковский; вместо солнце);
6. Видовое название вместо родового: «Пуще всего береги копейку». (Гоголь; вместо деньги).

Синекдоху следует отличать от количественного переноса, заключающегося в переносе с единицы на множество. Такой перенос, в отличие от синекдохи, во-первых, лишён образности, во-вторых, характерен преимущественно для народной речи и просторечия, а также их стилизации: «Нет рогов, ни бороды, Рыжий парень, хоть куды! Волос гладкий, сбоку ленты, На рубашке прозументы» (П. Ершов, «Конёк-Горбунок»); в речи старого солдата: «И слышно было до рассвета, Как ликовал француз» (М. Ю. Лермонтов).